# Stellasteropsis fouadi
Stellasteropsis fouadi is een zeester uit de familie Goniasteridae.
De wetenschappelijke naam van de soort werd in 1936 gepubliceerd door Dollfus.